# Robert Katz
Robert Katz (New York, 27 giugno 1933 – Pergine Valdarno, 20 ottobre 2010) è stato un giornalista e scrittore statunitense.

## Biografia
Katz, nato a Brooklyn, New York nel 1933, è stato uno scrittore ed un giornalista americano esperto di giornalismo investigativo che ha collaborato con le reti televisive ABC, CBS e, in Italia, con la RAI. Scrittore pluri-premiato, ha pubblicato numerosi saggi sulla storia d'Italia nel periodo della seconda guerra mondiale, e diversi romanzi. 
Ha inoltre collaborato alla sceneggiatura di alcuni film tratti dai suoi libri, tra cui Rappresaglia (1973), Cassandra Crossing (1976), e Il caso Moro (1986).
A seguito della pubblicazione del libro Morte a Roma  (da cui fu tratto il film Rappresaglia) nel quale Katz accusava Pio XII di essere stato a conoscenza della futura strage delle Fosse Ardeatine e di non essere intervenuto per bloccarla, l'autore fu protagonista tra il 1975 e il 1983 di una causa di diffamazione intentata dagli eredi di Pio XII. Il Tribunale di Roma in primo grado emise una sentenza di condanna. In Appello Katz fu assolto in nome della libertà di critica storica. La Corte di Cassazione nel 1979 annullò la sentenza di assoluzione in quanto il fatto contestato a Pio XII non era un fatto generico ma un fatto ben preciso su cui Katz non aveva prove circostanziate. La Corte di Appello a cui la Cassazione aveva rinviato la sentenza emise una sentenza di condanna, infine confermata dalla Cassazione (Cass., 29 settembre 1983, Katz, Cass. pen. 1984, 1404) che ribadì che le intuizioni storiche devono essere fondate su accadimenti dimostrati tanto più rigorosamente quanto più da queste derivino giudizi morali negativi su qualcuno.
Katz ha vissuto per molti anni nel borgo di Pieve a Presciano, comune di Pergine Valdarno in Toscana, dove è deceduto nel 2010 all'età di 77 anni.

## Opere
- Morte a Roma. Il massacro delle Fosse Ardeatine (Death in Rome, 1967), traduzione di Enrica Labò, Roma, Editori Riuniti, 1967. - VI ed. aggiornata, NET, 2004.
- Sabato nero. Il 16 ottobre 1943 oltre mille ebrei romani furono arrestati e deportati ad Auschwitz (Black Sabbath, 1969), Milano, Rizzoli, 1973.
- La fine dei Savoia, Roma, Editori riuniti, 1975.
- Cassandra Crossing, Milano, Rizzoli, 1977.
- I giorni dell'ira. Il caso Moro senza censure, Roma, Adn Kronos, 1982.
- R. Katz, Armenia Balducci, Giuseppe Ferrara, Il caso Moro, Napoli, T. Pironti, 1987.
- Dossier Priebke. Anatomia di un processo, Milano, Rizzoli, 1997, ISBN 978-88-1784-503-8.
- Roma città aperta. Settembre 1943 - Giugno 1944 (The Battle for Rome), Milano, Il Saggiatore, 2003, ISBN 978-88-4281-122-0.